# Acaroceras pseudofurcatus
Acaroceras pseudofurcatus är en kvalsterart som beskrevs av Balogh och Sandór Mahunka 1969. Acaroceras pseudofurcatus ingår i släktet Acaroceras och familjen Microzetidae. Inga underarter finns listade i Catalogue of Life.